# Praiskonska juha
Praiskonska, primordijalna ili prebiotička juha hipotetski je skup uvjeta prisutnih na Zemlji prije otprilike 3,7 do 4 milijarde godina.
Vid je heterotrofne teorije, poznate i kao Oparin-Haldaneova hipoteza o porijeklu života, koju su prvi predložili Alexander Oparin 1924. i JBS Haldane 1929. godine.
Prema Oparinu, u prvobitnim površinskim slojevima Zemlje kemijski su reagirali ugljik, vodik, vodena para i amonijak, tvoreći prve organske spojeve. Koncept je zatemeljen 1953. godine Miller–Ureyevim eksperimentom u kojemu je reducirana smjesa plinova metana, amonijaka i vodika iskorištena za stvaranje osnovnih organskih monomera poput aminokiselina.